# Le Miroir enchanté
Le Miroir enchanté est un poème de Tristan L'Hermite, publié sous le titre Pour une excellente beauté qui se mirait dans le recueil des Plaintes d'Acante, en 1633, puis repris dans le recueil des Amours, en 1638.

## Présentation

### Texte
Le Miroir enchanté est composé de sept quatrains hétérométriques d'octosyllabes et d'alexandrins : 
Amarille en se regardant

Pour se conseiller de sa grâce

Met aujourd'hui des feux dans cette glace

Et d'un cristal commun fait un miroir ardent.

### Publication
Pour une excellente beauté qui se mirait fait partie du recueil des Plaintes d'Acante en 1633. Le poème est intégré sous son nouveau titre, Le Miroir enchanté, dans le recueil des Amours en 1638.

## Postérité

### Éditions nouvelles
Dans son édition des Plaintes d'Acante, en 1909, Jacques Madeleine donne une première édition moderne de Pour une excellente beauté qui se mirait. En 1925, Pierre Camo publie une réédition intégrale des Amours, dont Le Miroir enchanté. En 1960, Amédée Carriat retient le poème sous son titre original dans son Choix de pages de toute l'œuvre en vers et en prose de Tristan. En 1962, Philip Wadsworth le reprend dans son choix de Poésies de Tristan pour Pierre Seghers.

### Analyse
Antoine Adam rappelle que « Les Précieuses ridicules ne prétendent même pas donner des salons précieux une peinture exacte. Comment a-t-on pu imaginer que Mlle de Scudéry ait jamais appelé un miroir "le conseiller des grâces" ? Et croit-on vraiment que les précieuses demandaient à leurs laquais de leur "voiturer les commodités de la conversation" ? Nous avons d'authentiques témoignages sur la langue des précieuses ; nous en savons assez pour comprendre à quel point Molière déforme la réalité ». De fait, « lorsque les Précieuses ridicules parleront du conseiller des grâces, elles ne feront que transposer en vile prose une expression de Tristan ».

### Œuvres complètes
- Jean-Pierre Chauveau et al., Tristan L'Hermite, Œuvres complètes (tome II) : Poésie I, Paris, Honoré Champion, coll. « Sources classiques » (no 41), 2002, 576 p. (ISBN 978-2-7453-0606-7)

### Anthologies
- Pierre Camo (préface et notes), Les Amours et autres poésies choisies, Paris, Garnier Frères, 1925, XXVII-311 p.
- Amédée Carriat (présentation et annotations), Tristan L'Hermite : Choix de pages, Limoges, Éditions Rougerie, 1960, 264 p.
- Jacques Madeleine (introduction, notes et analyse), Les Plaintes d'Acante et autres œuvres, Paris, Édouard Cornély & Cie, 1909, XXXI-242 p. (lire en ligne)
- Philip Wadsworth (présentation et notes), Tristan L'Hermite : Poésies, Paris, Pierre Seghers, 1962, 150 p.

### Ouvrages cités
- Antoine Adam, Histoire de la littérature française au XVIIe siècle — Tome I : L'époque d'Henri IV et de Louis XIII, Paris, Éditions Albin Michel, 1997 (1re éd. 1956), 615 p. (ISBN 2-226-08910-1)
- Antoine Adam, Histoire de la littérature française au XVIIe siècle — Tome II : L'époque de Pascal, l'apogée du siècle, Paris, Éditions Albin Michel, 1997 (1re éd. 1956), 845 p. (ISBN 2-226-08922-5)
- Napoléon-Maurice Bernardin, Un Précurseur de Racine : Tristan L'Hermite, sieur du Solier (1601-1655), sa famille, sa vie, ses œuvres, Paris, Alphonse Picard, 1895, XI-632 p.
- Amédée Carriat, Tristan, ou L'éloge d'un poète, Limoges, Éditions Rougerie, 1955, 146 p.